# アトランティックギターフィッシュ
アトランティックギターフィッシュ（学名：Pseudobatos lentiginosus）は、サカタザメ科のエイの一種。 

## 分布と生息地
ノースカロライナ州からメキシコ湾北部およびメキシコのユカタン州にかけて分布する。沿岸部の水深30m以浅の砂地や藻場に生息する。

## 形態
全長は一般的に60cm、最大75cm。頭部と胸鰭が融合し、ハート型の体盤を形作る。背面は灰色からオリーブブラウン、チョコレート色をしており、数百個の小さな白い点が散らばる。腹面はクリーム色から白色で、鰭部分の色は少し暗い。吻部の軟骨は青みがかる。吻部の正中線は少し隆起する。第一背鰭は腹鰭より後方にあり、第二背鰭と同じ大きさである。正中線に沿って小さな棘が並ぶ。歯は上顎に8-10列56-80本、下顎に7-9列51-82本ある。

## 生態
普段は底に潜っており、海底の小魚や甲殻類、軟体動物を捕食する。オスは体長50cm前後で性成熟し、初夏ほどに繁殖する。卵胎生であり、妊娠期間は一年ほどで、全長20cmほどの仔を最大6尾産む。